# Накорчевський Андрій
Накорчевський Андрій (нар. 1 січня 1968)— український культуролог, японіст, перекладач, релігієзнавець та ландшафтний архітектор, колишній професор в Університеті Кейо, одному з найстаріших університетів Японії, де викладав японську культуру та мову. Він також є головою неурядової організації «Ex Oriente», що займається популяризацією японської культури в Україні. Бере участь у роботі кафедри філософії та релігієзнавства Національного університету «Києво-могилянська академія».

## Біографія
Освіту сходознавця почав здобувати, закінчивши факультет японської філології Санкт-Петербурзького університету в 1980 році. Після служби в армії і роботи на заводі, він продовжив освіту в аспірантурі Інституту філософії в Москві, де захистив дисертацію на тему релігійно-філософських вчень Японії.
Андрій Накорчевський здобув міжнародну популярність завдяки виграшу конкурсу газети Asahi, який дозволив йому стати стажером у Токійському університеті на кафедрі індійської філології і буддології. Після завершення стажування, яке тривало майже два роки, він вирішив залишитися в Японії. Протягом свого перебування в країні, він працював перекладачем для урядових агентств та компанії Marubeni Corporation, а також викладав у університетах Васеда і Сейджо.
У 2020 році, після 30 років перебування в Японії, Андрій Накорчевський повернувся в Україну. Тут він активно займається ландшафтною архітектурою, створюючи сади як архітектор. Крім того, він запустив серію книг про східні культури, яка спочатку виходила у видавництві «АртХус», а потім була перенесена в «Астролябію». Метою цієї серії є надання українським читачам доступу до першоджерел з коментарями, написаними простими і зрозумілими словами..
В 2005 році отримав премію Спілки архітекторів України за створення «Саду 10 задоволень».

## Переклади
- «Самурайські пісні». Пер. з японської Андрія Накорчевського. – Київ: «Дух і Літера», 2015. — 272 с. ISBN : 9789663784267
- «ДАО ДЕ ЦЗІН. Канон шляху і спроможності». Переклад з давньокитайської, коментарі і післямова Андрія Накорчевського. Київ: ArtHuss, 2021. 200 ст. ISBN 978-617-7799-72-5 (в цьому виданні наводиться також оригінальний текст «Дао де цзін» давньокитайською мовою).
- Бусідо. Душа Японії. Пер. з японської, коментарі і післямова Андрія Накорчевського. — Київ: Арій, 2015 (перевидання: ArtHuss, 2021).
- Дейв Гроссман, Лорен Крістенсен. Бій. Психологія і фізіологія воїна в часи війни та миру Пер. з англ. Андрія Накорчевського. — Львів: Астролябія, 2023. — 720 с. (ISBN 978-617-664-278-7)
- Масахіко Сакамото. Швидка допомога для дітей. – Київ: Mamino, 2024. – 48 с.  (ISBN 978-617-7913-23-7)
- Бонні Кемске. Кінцуґі. Поетичне лагодження. Пер. з англ. Андрія Накорчевського. — Київ, ArtHuss, 2024.
- Сьодзо Коіке. Сумі-е для початківців — Київ, ArtHuss, 2024. — 184 с.
- Ернст Гомбріх. Оповідь про мистецтво. Пер. з англ. Андрія Накорчевського. — Київ, ArtHuss, 2024. — 664 с.